# Prairie Grove (Arkansas)
Prairie Grove est une ville du comté de Washington, en Arkansas, aux États-Unis. Elle fait partie de la région du nord-ouest de l'Arkansas, et comprend le parc d'État du champ de bataille de Prairie Grove. Le parc s'étend sur une grande partie des terres et contient un centre de visiteurs, un musée, plusieurs monuments, une visite en voiture et une collection de bâtiments et de maisons de la période.

## Histoire

### Époque contemporaine
Prairie Grove est le site de la bataille de Prairie Grove au cours de la guerre de Sécession. Les forces confédérées sous les ordres du général Thomas C. Hindman tente d'empêcher la jonction de deux forces fédérales sous les ordres des généraux James G. Blunt et Francis J. Herron. Le résultat de la bataille est une impasse tactique qui assure le contrôle permanent de l'Union sur le nord-ouest de l'Arkansas. Le champ de bataille est maintenant un parc militaire d'État.
Un bureau de poste est ouvert à Prairie Grove depuis 1867. Prairie Grove a été cadastrée en 1877.

## Population et société

### Démographie
Au recensement de 2010, il y avait 4 380 personnes, 1 658 ménages, et 1 197 familles résidant dans la ville. Il y avait 1 658 ménages dont 36,6 % avaient des enfants âgés de moins de 18 ans vivant avec eux, 56,1 % étaient des couples mariés vivant ensemble, 12,4 % avaient une femme chef de ménage sans mari présent, et 27,8 % étaient des non-familles. 40,0 % de tous les ménages sont constitués de personnes et 24,5 % avaient quelqu'un vivant seul, qui était âgé de 65 ans ou plus. La taille moyenne des ménages était de 2,64 et la taille moyenne des familles était de 3,11.

#### Évolution du nombre d'habitants
| 1890 | 1900 | 1910 | 1920 | 1930 | 1940 | 1950 | 1960  |
| ---- | ---- | ---- | ---- | ---- | ---- | ---- | ----- |
| 412  | 551  | 774  | 861  | 743  | 887  | 939  | 1 056 |

| 1970  | 1980  | 1990  | 2000  | 2010  | - | - | - |
| ----- | ----- | ----- | ----- | ----- | - | - | - |
| 1 582 | 1 708 | 1 761 | 2 540 | 4 380 | - | - | - |

#### Répartition ethnique
La répartition ethnique de la ville est à 91,08 % blanche, 0,80 % noire ou Afro-Américain, 2,90 % Américain Indigène, 0,70 % asiatique, 0,10 % des îles du Pacifique, 1,50 % d'autres types, et de 2,10 % de deux ou plusieurs types. 4.50 % de la population est hispanique ou latino de n'importe quel type.

### Enseignement
Le district scolaire de Prairie Grove est divisé en trois différentes écoles ; les écoles élémentaire, primaire et le collège de Prairie Grove. La mascotte de l'école est « Les Tigres ». Les couleurs de l'école sont le noir, l'or et le blanc.

### Santé

#### Cancer des testicules
Le Natural Resources Defense Council a publié un document indiquant qu'entre 1997 et 2001, Prairie Grove est le centre d'un foyer de cas de cancer des testicules. Aucune cause évidente n'a été identifiée, mais le NRDC note que la ville est à proximité d'un réacteur nucléaire fermé et d'un site d'enfouissement radioactif à faible activité. L'arsenic du fumier de poulet industrialisé est une autre source possible. En 2004, les résidents poursuivent l'un des élevages de volaille et le fabricant d'alimentation de la volaille pour épandage du fumier contaminé dans Prairie Grove. Le procès ne donne pas de blâme et la cause du foyer de cancer n'est jamais déterminée définitivement,,.

## Culture locale et patrimoine

### Lieux et monuments
- Cabine téléphonique de Prairie Grove
- Champ de la Bataille de Prairie Grove

### Personnalités liées à la ville
- Mark R. Martin (1968-), secrétaire d'État de l'Arkansas depuis 2011, ancien membre de la chambre des représentants de l'Arkansas du district 87 dans le comté de Washington.
- Ada Mills, militant politique républicain naît à Prairie Grove en 1912.
- Margaret Pittman (1901-1995), un bactériologiste connu pour son travail en aidant à formuler et tester l'efficacité du vaccin de la coqueluche, ainsi que pour une recherche pionnière sur l'immunologie et la microbiologie des maladies infectieuses.